# Miloš Veljković
Miloš Veljković (Servisch: Милош Вељковић) (Bazel, 26 september 1995) is een Servisch-Zwitsers voetballer die doorgaans als centrale verdediger speelt. Hij verruilde Tottenham Hotspur in februari 2016 voor Werder Bremen. Veljković debuteerde in 2017 in het Servisch voetbalelftal.

## Clubcarrière
Veljković verruilde de jeugd van FC Basel in augustus 2011 voor die van Tottenham Hotspur. Hij debuteerde op 8 april 2014 in de Premier League, tegen Sunderland. Hij viel toen na 88 minuten in voor Paulinho. Twee invalbeurten later zat Veljković' tijd bij Tottenham er in praktijk op. De Engelse club verhuurde hem in 2014/15 aan Middlesbrough en Charlton Athletic, liet hem daarna nog een halfjaar in de jeugd spelen en verkocht hem in februari 2016 aan Werder Bremen. Hier groeide hij binnen een jaar wel uit tot een gewaardeerde kracht.

## Clubstatistieken
| Seizoen     | Club                | Competitie     | Competitie | Competitie | Beker | Beker | Internationaal | Internationaal | Totaal | Totaal |
| Seizoen     | Club                | Competitie     | Wed.       | Dlp.       | Wed.  | Dlp.  | Wed.           | Dlp.           | Wed.   | Dlp.   |
| ----------- | ------------------- | -------------- | ---------- | ---------- | ----- | ----- | -------------- | -------------- | ------ | ------ |
| 2013/14     | Tottenham Hotspur   | Premier League | 2          | 0          | 0     | 0     | 0              | 0              | 2      | 0      |
| 2014/15     | Tottenham Hotspur   | Premier League | 0          | 0          | 0     | 0     | 1              | 0              | 1      | 0      |
| 2014/15     | → Middlesbrough     | Championship   | 3          | 0          | 1     | 0     | —              | —              | 4      | 0      |
| 2014/15     | → Charlton Athletic | Championship   | 3          | 0          | 0     | 0     | —              | —              | 3      | 0      |
| 2015/16     | Tottenham Hotspur   | Premier League | 0          | 0          | 0     | 0     | 0              | 0              | 0      | 0      |
| 2015/16     | Werder Bremen       | Bundesliga     | 3          | 0          | 1     | 0     | —              | —              | 4      | 0      |
| 2016/17     | Werder Bremen       | Bundesliga     | 26         | 0          | 0     | 0     | —              | —              | 26     | 0      |
| 2017/18     | Werder Bremen       | Bundesliga     | 30         | 1          | 4     | 1     | —              | —              | 34     | 2      |
| 2018/19     | Werder Bremen       | Bundesliga     | 23         | 1          | 4     | 0     | —              | —              | 27     | 1      |
| 2019/20     | Werder Bremen       | Bundesliga     | 24         | 0          | 2     | 0     | —              | —              | 26     | 0      |
| 2020/21     | Werder Bremen       | Bundesliga     | 23         | 0          | 3     | 0     | —              | —              | 26     | 0      |
| 2021/22     | Werder Bremen       | 2. Bundesliga  | 26         | 1          | 0     | 0     | —              | —              | 26     | 1      |
| 2022/23     | Werder Bremen       | Bundesliga     | 29         | 1          | 2     | 0     | —              | —              | 31     | 1      |
| Club totaal | Club totaal         | Club totaal    | 192        | 4          | 17    | 1     | 1              | 0              | 210    | 5      |

Bijgewerkt t/m 26 juli 2023

## Interlandcarrière
Veljković kwam uit voor Zwitserland –16, Servië –17, Servië –19, Servië –20 en Servië –21. Hij won met Servië –19 het EK –19 van 2013 en met Servië –20 het WK –20 van 2015. In beide toernooien stond hij alle wedstrijden van de Serviërs van begin tot eind op het veld. Veljković maakte op 19 november 2017 onder leiding van bondscoach Mladen Krstajić zijn debuut in het Servisch voetbalelftal, in een oefeninterland in en tegen China (0-2). Hij viel in dat duel na 73 minuten in voor aanvoerder Branislav Ivanović. Veljković maakte eveneens deel uit van de Servische selectie die onder leiding van Krstajić deelnam aan het WK 2018 in Rusland. Daar sneuvelde de ploeg in de groepsfase na een overwinning op Costa Rica (1–0) en nederlagen tegen achtereenvolgens Zwitserland (1–2) en Brazilië (0–2). Veljković kwam in een van de drie WK-duels in actie voor zijn vaderland. Nadat Servië zich niet plaatste voor het EK 2020, bereikte het onder bondscoach Dragan Stojković wel het WK 2022. Veljković stond hierop in alle drie de wedstrijden van zijn land in de basis. Servië dolf in de poulefase opnieuw het onderspit tegen Brazilië en Zwitserland. Een gelijkspel tegen Kameroen bood verder geen uitkomst.

## Erelijst
| Competitie            |            |            |            |            |
| Competitie            | Aantal     | Jaren      |            |            |
| Servië –19            | Servië –19 | Servië –19 | Servië –19 | Servië –19 |
| --------------------- | ---------- | ---------- | ---------- | ---------- |
| Europees kampioen –19 | 1x         | 2013       |            |            |
| Servië –20            |            |            |            |            |
| Wereldkampioen –20    | 1x         | 2015       |            |            |

1 Zetterer ·
3 Jung ·
4 Stark ·
5 Pieper ·
6 Stage ·
7 Ducksch ·
8 Weiser ·
9 Silva ·
10 Bittencourt ·
11 Njinmah ·
13 Veljković ·
14 Lynen ·
15 Burke ·
17 Grüll ·
19 Köhn ·
20 Schmid ·
22 Malatini ·
25 Kolke ·
26 Imasuen ·
27 Agu ·
28 Alvero ·
29 Kaboré ·
30 Backhaus ·
32 Friedl  ·
33 Nankishi ·
35 Opitz ·
38 Topp ·
Coach: Werner
1 Stojković ·
2 Rukavina ·
3 Tošić ·
4 Milivojević ·
5 Spajić ·
6 Ivanović ·
7 Živković ·
8 Prijović ·
9 Mitrović ·
10 Tadić ·
11 Kolarov  ·
12 Rajković ·
13 Veljković ·
14 Rodić ·
15 Milenković ·
16 Grujić ·
17 Kostić ·
18 Radonjić ·
19 Jović ·
20 Milinković-Savić ·
21 Matić ·
22 Ljajić ·
23 Dmitrović ·
Coach: Krstajić
1 Dmitrović ·
2 Pavlović ·
3 Eraković ·
4 Milenković ·
5 Veljković ·
6 Maksimović ·
7 Radonjić ·
8 Gudelj ·
9 Mitrović ·
10 Tadić  ·
11 Jović ·
12 Rajković ·
13 Mitrović ·
14 Živković ·
15 Babić ·
16 Lukić ·
17 Kostić ·
18 Vlahović ·
19 Račić ·
20 S. Milinković-Savić ·
21 Đuričić ·
22 Lazović ·
23 V. Milinković-Savić ·
24 Ilić ·
25 Mladenović ·
26 Grujić ·
Coach: Stojković
1 Rajković ·
2 Pavlović ·
3 Stojić ·
4 Milenković ·
5 Maksimović ·
6 Gudelj ·
7 Vlahović ·
8 Jović ·
9 Mitrović ·
10 Tadić  ·
11 Kostić ·
12 Petrović ·
13 Veljković ·
14 Živković ·
15 Babić ·
16 Mijailović ·
17 Ilić ·
18 Ratkov ·
19 Samardžić ·
20 S. Milinković-Savić ·
21 Gaćinović ·
22 Lukić ·
23 V. Milinković-Savić ·
24 Spajić ·
25 Mladenović ·
26 Birmančević ·
Coach: Stojković